# Princess Donna
Princess Donna, född Donna Dolore den 23 januari 1982 i New York, USA, är en amerikansk regissör, bondagemodell och skådespelerska inom pornografisk film. Hon är även aktiv som erotisk konstnär och fotograf. Hon är bosatt i San Francisco.
Så gott som alla hennes filmer handlar om BDSM eller andra typer av närliggande fetischer.

## Biografi
Princess Donna intresserade sig tidigt för både fotografi och genusfrågor. Hon läste båda ämnena på New York University och Tisch School of the Arts.
Dolore försörjde sig som strippa under universitetstiden. Hon började då också arbeta för BDSM-porrbolaget Insex, både med att rigga och knyta rep, och som skådespelerska. I sina roller har hon både spelat undergiven och dominerande.

### Kink.com
Efter att hon tagit sin examen 2004 fick hon jobb som regissör och webbansvarig på fetischbolaget Kink.com. Hon flyttade då också till San Francisco.
Där skapade hon den nya filmserien och webbsajten Public Disgrace, omkring fantasier med en undergiven kvinna i folksamlingar. Förutom att regissera den blev hon också bolagets regissör för serierna Bound Gang Bangs och Ultimate Surrender. Hon har arbetat med bland andra Satine Phoenix, Chastity Lynn och James Deen.
Sedan 2015 har hon trappat ner sitt skådespelande och mängden filmproduktioner. Hon är inte längre anställd av Kink.com. 2022 meddelande hon sin "återkomst" i branschen, efter en längre tids frånvaro.

### Sexualpolitik
Princess Donna kallar själv sin sexualitet för queer och beskrev det så här för Village Voice: "My sexuality lies outside the dominant culture of vanilla heteronormativity. I'm everything but straight. I like girls, I like boys, I like transgender boys and girls."
Princess Donna har uttryckt ett feministperspektiv på sitt arbete: "I grew up in a Silence of the Lambs culture, a culture where rape and killing women are very common themes for movies and TV shows. Society isn't afraid of sex and violence; they are afraid of women owning their own bodies and controlling their own sexuality — which is what happens in BDSM." Hon har också kopplats samman med den sexpositiva rörelsen.

### Dokumentärfilmer
Princess Donna och kollegan Lorelei Lee dokumenterades i independentfilmen A Tale of Two Bondage Models, som visades på Tribeca Film Festival 2008. Hon medverkar även i Graphic Sexual Horror, om ämnet Insex, och har intervjuats om BDSM och minskade tabun i Public Sex, Private Lives. 2013 kom också Kink, regisserad av James Franco, en film om Princess Donna och många andra som arbetar på Kink.com. 
- 2007: A Tale of Two Bondage Models[11]
- 2009: Graphic Sexual Horror[12]
- 2012: Public Sex, Private Lives[13][14]
- 2013: Kink[15]